# 格雷格·麦克法登
格雷格·麦克法登（英語：Greg McFadden，1964年8月28日—），澳大利亚男子水球运动员。他曾代表澳大利亚参加1992年夏季奥林匹克运动会马球水球比赛，获得第5名。他也曾担任澳大利亚女子水球队主教练。